# Felix Binder
Felix Binder (* 1977 in Tübingen) ist ein deutscher Regisseur und Drehbuchautor.

## Leben
Felix Binder studierte von 1998 bis 2002 das Fach Audiovisuelle Medien an der Stuttgarter Hochschule der Medien, von 2004 bis 2006 Regie im Studiengang Film an der Hamburg Media School. Mit Jacky in the Sky drehte er 2006 seinen Abschlussfilm. 2010 nahm er an einem Sitcom-Workshop des ZDF teil, 2013 belegte er mit The Sitcom Room einen weiteren Workshop in Los Angeles.
Neben seiner Tätigkeit als Regisseur arbeitet Binder auch als Drehbuchautor. Großen Erfolg hatte er in diesen beiden Eigenschaften vor allem mit der viel gelobten ZDF-Serie Lerchenberg. Auch seine Kurzfilme fanden den Weg auf zahlreiche Filmfestivals und wurden dort ebenfalls prämiert. Als Produzent war er für den auf der Berlinale 2008 im Rahmen der Perspektive Deutsches Kino gezeigten Film Helden aus der Nachbarschaft des Regisseurs Jovan Arsenić verantwortlich.
2019 drehte er mit Club der roten Bänder – Wie alles begann seinen ersten Spielfilm.

## Filmografie
Als Regisseur
- 2003: Waidmannsheil (Kurzfilm)
- 2005: Der Feigling (Kurzfilm)
- 2006: Chinese Take Away (Kurzfilm)
- 2007: Jackie in the Sky (Kurzfilm)
- 2013–2015: Lerchenberg (Fernsehserie, 8 Folgen)
- 2014–2015: Tiere bis unters Dach (Fernsehserie, 10 Folgen)
- 2017: Club der roten Bänder (Fernsehserie, 10 Folgen)
- 2017: Der Lehrer (Fernsehserie, 3 Folgen)
- 2019: Club der roten Bänder – Wie alles begann
- 2020: Freaks – Du bist eine von uns
- 2022: Nachricht von Mama (4 Folgen)
- 2023: WOW! Nachricht aus dem All

Als Drehbuchautor
- 2013–2015: Lerchenberg (Fernsehserie, 8 Folgen)
- 2014: Ein Fall von Liebe (Fernsehserie, Folge K. o.-Tropfen)
- 2017: Tiere bis unters Dach (Fernsehserie, 3 Folgen)
- 2017: Club der roten Bänder (Fernsehserie, 4 Folgen)
- 2019: Der Bulle und das Biest (Fernsehserie, Folge Das Biest)

Als Executive Producer
- 2007: Die Helden aus der Nachbarschaft

## Auszeichnungen
- 2006: Ostfriesischer Kurzfilmpreis für Chinese Take Away
- 2006: Alpinale: Publikumspreis für Chinese Take Away
- 2014: Grimme-Preis 2014: Nominierung in der Kategorie „Unterhaltung“ für Lerchenberg
- 2014: Bayerischer Fernsehpreis: Nachwuchsförderpreis für Lerchenberg